# Banyutus lombardi
Banyutus lombardi is een insect uit de familie van de mierenleeuwen (Myrmeleontidae), die tot de orde netvleugeligen (Neuroptera) behoort. 
Banyutus lombardi is voor het eerst wetenschappelijk beschreven door Navás in 1916.